# Phare de Punta Maternillos
Le phare de Punta Maternillos (en espagnol : Faro de Punta Maternillos) est un phare actif situé sur Punta Maternillos (ceb), à environ 20 km au nord de Nuevitas, dans la Province de Camagüey, à Cuba.

## Histoire
Ce phare a été établi en 1849 à l'entrée du port de Nuevitas, le deuxième port de la côte nord de Cuba après La Havane.
C'est le plus grand phare de Cuba. Il porte aussi le nom de Faro de Colón en l'honneur à Christophe Colomb (Cristóbal Colón en espagnol). Il est maintenant accessible et des efforts ont été déployés pour le développer en tant qu'attraction touristique. Il est situé sur une plages sur la côte nord de Cayo Sabinal (en).
 

## Description
Ce phare  est une tour cylindrique en maçonnerie, avec une galerie et une lanterne de 52 m de haut montée sur une base cubique. La tour est peinte totalement en blanc et la lanterne est argent. Il émet, à une hauteur focale de 53 m, un éclat blanc par période de 15 secondes. Sa portée est de 23 milles nautiques (environ 43 km).
Identifiant : ARLHS : CUB-031 ; CU-0329 - Amirauté : J4926 - NGA : 110-12808

### Lien connexe
- Liste des phares de Cuba